# Пјетрафита (Перуђа)
Пјетрафита је насеље у Италији у округу Перуђа, региону Умбрија.
Према процени из 2011. у насељу је живело 786 становника. Насеље се налази на надморској висини од 306 м.